# Atilio Ancheta
Atilio Ancheta, vollständiger Name Atilio Genaro Ancheta Weiguel, (* 19. Juli 1948 in Florida) ist ein ehemaliger uruguayischer Fußballspieler.

## Karriere

### Vereinskarriere
Ancheta begann mit dem Fußballspielen in der von seinen Brüdern gegründeten Mannschaft San Lorenzo in Florida. In seinem Heimatdepartamento gehörte er auch alsbald der Jugendauswahl an. Je nach Quellenlage führte ihn sein Weg auf Vermittlung von Toto Carratú dann 1965 oder 1966 zu Nacional, einem der beiden den uruguayischen Fußball dominierenden großen Clubs. Dort begann er in der 5. División (Quinta) und durchlief in der Folgezeit die weiteren Mannschaften Nacionals. Der großgewachsene, kopfballstarke Rechtsverteidiger, dessen Spielstil als ungewöhnlich beschrieben wird und über dessen Pässe oft das Angriffsspiel der Bolsos initiiert wurde, spielte sodann bis 1971 in der Primera División für Nacional Montevideo. Während der Zugehörigkeit zu diesem Verein gewann er 1969, 1970 und 1971 die uruguayische Meisterschaft sowie nach Finalniederlage im Jahr 1969 schließlich 1971 die Copa Libertadores. Weitere Karrierestationen waren im Anschluss Grêmio Porto Alegre (1971–1980) in Brasilien und der kolumbianische Verein CD Los Millonarios (1981). Während seiner Station in Brasilien wurde er 1973 mit dem Bola de Ouro ausgezeichnet. Zudem sind im Zeitraum seiner Vereinszugehörigkeit zu Gremio in den Jahren 1977 und 1979 jeweils der Gewinn der Staatsmeisterschaft von Rio Grande do Sul für seinen Arbeitgeber verzeichnet. In Brasilien wurde ihm auf dem vereinseigenen calzada de la fama, einer Art Walk of Fame, die Ehre der Verewigung seiner Fußabdrücke zuteil. Zum Abschluss seiner Karriere kehrte er 1982 noch einmal zu Nacional Montevideo zurück. Stationsübergreifend erzielte er für Nacional bei 134 offiziellen Einsätzen drei Treffer.

### Nationalmannschaft
Der 1,85 Meter große Abwehrspieler bestritt mit der uruguayischen Nationalmannschaft mehrere Spiele im Rahmen der Qualifikationsrunde zur Fußball-Weltmeisterschaft 1970 und gehörte, nachdem er sich mit der Auswahl seines Heimatlandes für das Turnier qualifiziert hatte, auch dem uruguayischen Kader in Mexiko an. Dort kam er im Verlauf der Endrunde zu sechs Einsätzen, unterlag abschließend mit Uruguays Elf gegen Deutschland im Spiel um den dritten Platz mit 0:1 und belegte mit der Celeste den vierten Rang. Beim Turnier stach er mit guten Leistungen hervor und wurde hernach als bester Außenverteidiger des Turniers tituliert. Insgesamt absolvierte er für sein Heimatland 20 Länderspiele im Zeitraum vom 8. Juni 1969 bis 18. Juli 1971, bei denen er einmal ins gegnerische Tor traf.

### Erfolge
- Uruguayischer Meister: 1969, 1970 und 1971
- WM-Vierter: 1970
- Copa Libertadores: 1971
- Bola de Ouro: 1973
- Staatsmeisterschaft von Rio Grande do Sul: 1977 und 1979

### Trainertätigkeit
Mindestens seit August 2013 und auch noch im August 2016 gehört Atilio Ancheta dem Trainerstab bei Grêmio Porto Alegre als Berater und Entwicklungstrainer im Nachwuchsbereich an.

### Sonstiges
Mittlerweile betreibt der Uruguayer eine kleine Fußballschule. Ansonsten hat er sein Leben nach der Fußballkarriere auf die Musik ausgerichtet, wirkt als Komponist und Sänger und tritt in Shows in Rio Grande do Sul auf. Im September 2002 wurde der im Badeort Capao da Canoa nahe Porto Alegre lebende Ancheta vom Stadtparlament (Cámara Municipal de vereadores) Porto Alegres als „Beispielhafter Sportler“ geehrt.
Sein Sohn Atilio Ancheta wirkte ab Mai 2009 als Co-Trainer unter Roberto Donato bei den Rampla Juniors. Der Sohn seiner Tochter, sein Enkel Rodrigo Medina Ancheta, ist ebenfalls als Fußballspieler aktiv. Im Juni 2013 wurde der seinerzeit 16-jährige, der seit 2010 Spieler der Nachwuchsmannschaft von Grêmio Porto Alegre ist, von Trainer Fabián Coito in die uruguayische U-17-Auswahl berufen.